# 小木駅
小木駅（こきえき）は、かつて愛知県小牧市小木東1丁目に存在した、名古屋鉄道小牧線（岩倉支線）の駅。

## 歴史
1920年（大正9年）9月23日、同線開業と同時に開業。途中駅が無人化された後、1964年（昭和39年）4月26日の同線廃止とともに廃止となった。
- 1920年（大正9年）9月23日 - 開業
- 1952年（昭和27年）3月25日 - 無人化[2]。
- 1964年（昭和39年）4月26日 - 路線廃止[3]。

## 隣の駅
名古屋鉄道
小牧線（岩倉支線） 
岩倉駅 - （中市場駅） - 小木駅 - 小針駅
中市場駅は1944年休止